# Joachim Illies
Joachim Illies (* 23. März 1925 in Ketzin, Kreis Westhavelland; † 3. Juni 1982 in Frankfurt am Main) war ein deutscher Biologe, Entomologe, Hochschullehrer und Sachbuchautor.

## Leben
Joachim Illies wurde als Sohn des Lebensmittelchemikers Reinhold Illies (1896–1957) und seiner Frau Ilse, geb. Kraft, in Ketzin geboren. Er studierte Biologie an der Georg-August-Universität Göttingen und der Christian-Albrechts-Universität zu Kiel. Er war Honorarprofessor für Zoologie an der Justus-Liebig-Universität Gießen, forschte am damaligen Max-Planck-Institut für Limnologie in Plön und leitete zeitweise dessen Außenstelle Limnologische Flußstation in Schlitz. Illies beschäftigte sich wissenschaftlich vorwiegend mit limnologischen Fragestellungen, insbesondere mit der Ökologie und der Systematik von Süßwasserinsekten.
Illies war auch Synodaler der Evangelischen Kirche in Deutschland (EKD). Er veröffentlichte ungefähr 40 Bücher zu Themen des Grenzgebietes von Anthropologie und Theologie.
1981 gehörte Illies zum kleinen Kreis der Erstunterzeichner des Heidelberger Manifestes, dessen ethnopluralistisch begründeter Rassismus die bundesdeutsche Öffentlichkeit aufschreckte und in der rechtsextremen Szene große Bedeutung erlangte.
Gegenüber der Wochenzeitung Die Zeit erklärte Illies: „Ich habe meine Unterschrift gegeben, dabei bleibe ich. Mehr aber bitte nicht“, und auf eine Nachfrage hinsichtlich des rassistischen Inhaltes: „In der Biologie ist man jetzt schon so weit, daß man das Wort ‚Rasse‘ nur noch bei Kaninchen in den Mund nehmen darf.“
Gemeinsam mit Werner Georg Haverbeck, einem weiteren Erstunterzeichner des Manifestes, gelang Illies 1982 die Berufung in den Ökologischen Rat der neu gegründeten Ökologisch-Demokratischen Partei (ödp).
In dem interdisziplinären Feld von Theologie und Evolutionsforschung relativierte Illies den darwinistischen Erklärungsansatz der Evolution. „Joachim Illies war als Biologe fest von dem historischen Aspekt einer Evolution überzeugt. Illies distanzierte sich deutlich von Fundamentalisten. In der Frage aber, wie denn alle Evolution zustande kommt, löste er sich von der Wissenschaft. Der Darwinismus, den er einfach mit Zufall und Notwendigkeit gleichsetzte, war für ihn eine widerlegte Hypothese“, befand etwa Carsten Bresch. Laut Illies kann es nur die Hand des biblischen Gottes sein, die die Evolution auf geheimnisvolle Weise vorantreibt. In seinem letzten, postum herausgegebenen Buch Der Jahrhundert-Irrtum zum Thema Darwinismus und Evolution argumentierte Illies entsprechend mit folgender Position: Es gebe eine schrittweise Generationenkette von der Amöbe zum Menschen, aber der Darwinismus mit seiner Reduktion auf Mutation und Selektion sei eine unzulässige Vereinfachung allen Evolutionsgeschehens. Hinter der Evolution stehe mehr; das sei etwas bisher Unverstandenes; dieses Unverstandene bilde die Brücke zum Religiösen.
Joachim Illies starb kurz nach einer Pressekonferenz in Frankfurt am Main an Herzversagen. Dort hatte er sein Buch Das Geheimnis des Grünen Planeten vorgestellt. Carsten Bresch, der im österreichischen Fernsehen zuvor eine wissenschaftliche Diskussion mit ihm zum Thema Schöpfung und/oder Evolution geplant hatte, konnte nun nur mehr einen Nachruf auf Joachim Illies halten, den er mit großer Hochachtung beendete: „Seine Bücher werden die Erinnerung an den Menschen und Bekenner Joachim Illies wachhalten auch bei denen, die wissenschaftlich anderer Meinung sind.“
Joachim Illies ist der Vater des Autors und Journalisten Florian Illies und des Philosophen Christian Illies.

## Veröffentlichungen (Auswahl)
- Wir beobachten und züchten Insekten, Stuttgart (Franckh) 1956
- Adams Handwerk, Furche 1967
- Noahs Arche, Kosmos 1969
- Wissenschaft als Heilserwartung, Furche 1969
- Die Affen und wir, ro-ro-ro-tele 1970
- Intelligenz auf fernen Sternen? Dänikens Traum und die Wirklichkeit der evolutionsbiologischen Chancen für extraterrestrische Intelligenz. In: Ernst von Khuon (Hrsg.): Waren die Götter Astronauten? Wissenschaftler diskutieren die Thesen Erich von Dänikens. Mit einem Nachwort von Erich von Däniken  (Wo meine Kritiker mich mißverstanden haben). Mit Texten von Ernst von Khuon (Einleitung: Kamen die Götter von anderen Sternen?), Ernst Stuhlinger, Joachim Illies, Siegfried Ruff und Wolfgang Briegleb, Wolfgang Fr. Gutmann, Jürgen Nienhaus, Harry O. Ruppe, Winfried Petri, Peter von der Osten-Sacken, Herbert W. Franke, Hermann Dobbelstein, Gunnar von Schlippe, Irene R. A. E. Sänger-Bredt, Herbert Kühn, Hellmut Müller-Feldmann und Maria Reiche. Econ, Düsseldorf 1970, ISBN 3-430-15382-4, Taschenbuchausgabe: Droemer, München/Zürich 1972, ISBN 3-426-00284-1, S. 43–56.
- Zoologie des Menschen, Piper 1971
- Feigenblatt und Lorbeer, Schünemann 1971
- Die Sache mit dem Apfel, Herder 1972, mit Beiträgen von Heinrich Spaemann, Christa Meves, Ernst Bloch u. a.
- Für eine menschenwürdige Zukunft, Herder 1972
- Hoffnung auf Naturwissenschaft, Die Waage, Zürich 1972
- Biologie und Menschenbild, Freiburg im Breisgau, Basel, Wien (Herder) 1975, ISBN 3-451-07526-1
- Das Geheimnis des Lebendigen – Leben u. Werk des Biologen Adolf Portmann, München 1976 (Kindler), ISBN 3-463-00673-1
- Die andere Seite der Biologie, Freiburg im Breisgau, Basel, Wien 1978 (Herder), ISBN 3-451-07677-2
- Kulturbiologie des Menschen – Der Mensch zwischen Gesetz und Freiheit, München 1978 (Piper), ISBN 3-492-00482-2
- Theologeleien. Herder, 1980
- Zwischen Engel und Tier. Schulte+Gerth, Asslar 1981
- Zoologeleien. Herder, 1981
- Das Geheimnis des grünen Planeten, 248 S., Frankfurt / Main 1982 (Umschau-Verlag), ISBN 3-524-69038-6
- Der Jahrhundert-Irrtum – Würdigung und Kritik des Darwinismus, 200 S., Frankfurt / Main 1983 (Umschau-Verlag), ISBN 3-524-69046-7